# فهرست بلندترین برج‌های تگزاس
بلندترین برج‌های تگزاس همگی در دو شهر هیوستون و دالاس-فورت وورث و نیز معدودی در آستین و سن آنتونیو تمرکز یافته‌اند. ۸ تا بلندترین برج در ایالت تگزاس عبارتند از:

## فهرست کامل ۲۰ برج مرتفع تگزاس
| رتبه | نام بنا                     | شهر        | ارتفاع (متر) | تعداد طبقه | سال ساخت |        | معمار                                  |  |
| ---- | --------------------------- | ---------- | ------------ | ---------- | -------- | ------ | -------------------------------------- |  |
| ۱    | برج جی‌پی مورگان چیس         | هیوستون    | ۳۰۵          | ۷۵         | ۱۹۸۲     | [ ۱ ]  | آی. ام. پی                             |  |
| ۲    | ولز فارگو پلازا             | هیوستون    | ۳۰۲          | ۷۲         | ۱۹۸۳     | [ ۲ ]  | اسکیدمور، اوینگز و مریل                |  |
| ۳    | بانک آو آمریکا پلازا        | دالاس      | ۲۸۱          | ۷۲         | ۱۹۸۵     | [ ۳ ]  | جی‌پی‌جی                                 |  |
| ۴    | برج ویلیامز                 | هیوستون    | ۲۷۵          | ۶۴         | ۱۹۸۳     | [ ۴ ]  | فیلیپ جانسون و جان بورگی               |  |
| ۵    | برج رنسانس (دالاس)          | دالاس      | ۲۷۰          | ۵۶         | ۱۹۷۴     | [ ۵ ]  | هلموث، اوباتا و کاساباوم               |  |
| ۶    | برج کومریکا بانک            | دالاس      | ۲۴۰          | ۶۰         | ۱۹۸۷     | [ ۶ ]  | اچ‌ک‌اس اینک. و فیلیپ جانسون و جان بورگی |  |
| ۷    | بانک آو آمریکا سنتر         | هیوستون    | ۲۳۸          | ۵۶         | ۱۹۸۳     | [ ۷ ]  | فیلیپ جانسون و جان بورگی               |  |
| ۸    | هریتج پلازا                 | هیوستون    | ۲۳۲          | ۵۳         | ۱۹۸۷     | [ ۸ ]  | ام نسر اند پارتنرز                     |  |
| ۹    | ۱۱۰۰ لوئیزیانا              | هیوستون    | ۲۳۰          | ۵۵         | ۱۹۸۰     | [ ۹ ]  |                                        |  |
| ۱۰   | برج آمریکاس                 | سن آنتونیو | ۲۲۹          | -          | ۱۹۶۸     | [ ۱۰ ] | اونیل فورد                             |  |
| ۱۱   | سنترپوینت انرجی پلازا       | هیوستون    | ۲۲۶          | ۴۷         | ۱۹۷۴     | [ ۱۱ ] |                                        |  |
| ۱۲   | برج جی‌پی مورگان چیس (دالاس) | دالاس      | ۲۲۵          | ۵۵         | ۱۹۸۷     | [ ۱۲ ] | اسکیدمور، اوینگز و مریل                |  |
| ۱۳   | کانتیننتال سنتر ۱           | هیوستون    | ۲۲۳          | ۵۳         | ۱۹۸۴     | [ ۱۳ ] | موریس اوبری                            |  |
| ۱۴   | برج فولبرایت                | هیوستون    | ۲۲۱          | ۵۲         | ۱۹۸۲     | [ ۱۴ ] |                                        |  |
| ۱۵   | فانتن پلیس                  | دالاس      | ۲۱۹          | ۶۲         | ۱۹۸۶     | [ ۱۵ ] | آی. ام. پی                             |  |
| ۱۶   | وان شل پلازا                | هیوستون    | ۲۱۸          | ۵۰         | ۱۹۷۱     | [ ۱۶ ] |                                        |  |
| ۱۷   | ۱۴۰۰ خیابان اسمیت           | هیوستون    | ۲۱۱          | ۵۰         | ۱۹۸۳     | [ ۱۷ ] |                                        |  |
| ۱۸   | ترامل کرو سنتر              | دالاس      | ۲۰۹          | ۵۰         | ۱۹۸۵     | [ ۱۸ ] |                                        |  |
| ۱۹   | تری آلن سنتر                | هیوستون    | ۲۰۹          | ۵۰         | ۱۹۸۰     | [ ۱۹ ] |                                        |  |
| ۲۰   | د آستونین                   | آستین      | ۲۰۸          | ۵۶         | ۲۰۱۰     | [ ۲۰ ] | زیگلر کوپر                             |  |

## نگارخانه

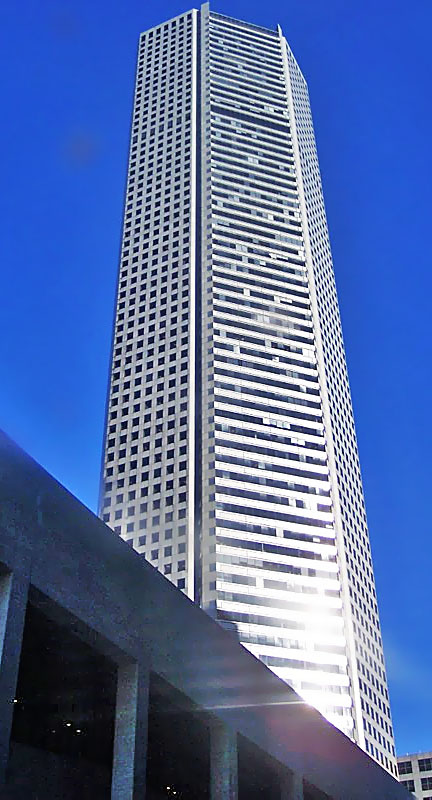
۱. برج جی‌پی مورگان چیس
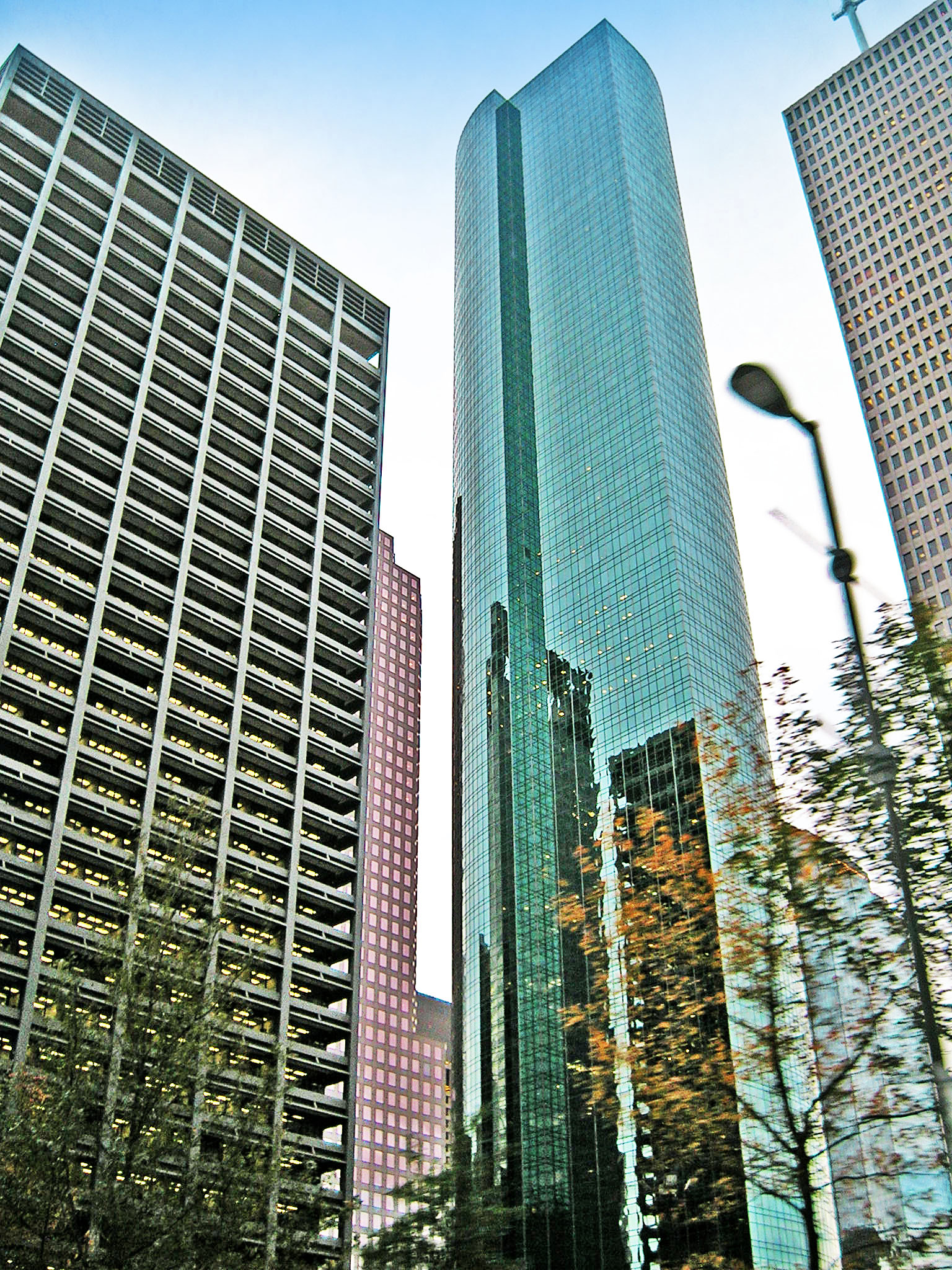
۲. ولز فارگو پلازا
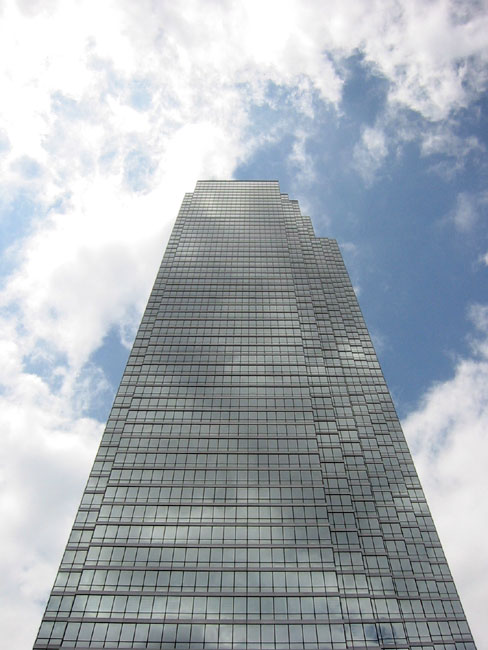
۳. بنک آو امریکا پلازا (دالاس)
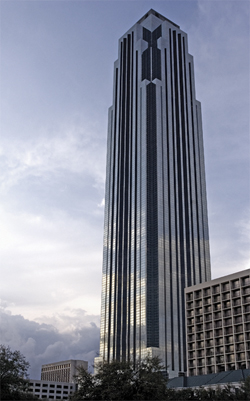
۴. برج ویلیامز
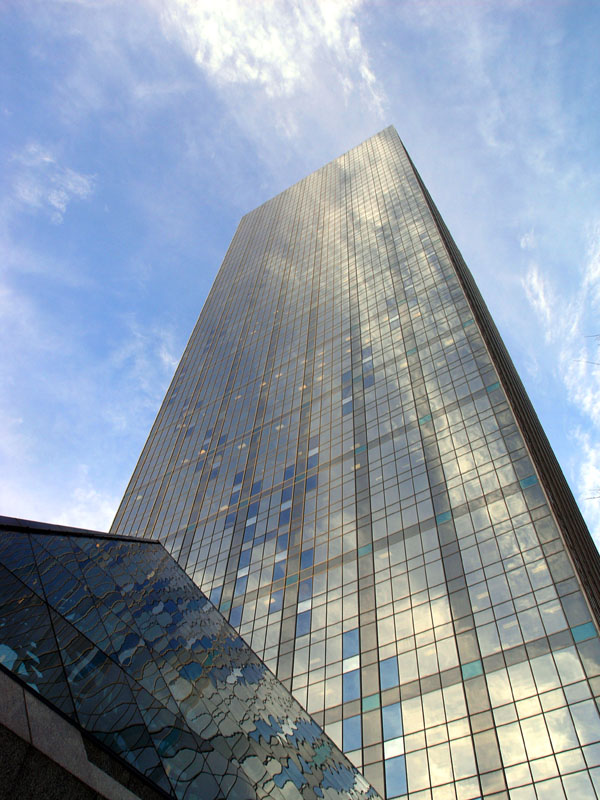
۵. برج رنسانس (دالاس)
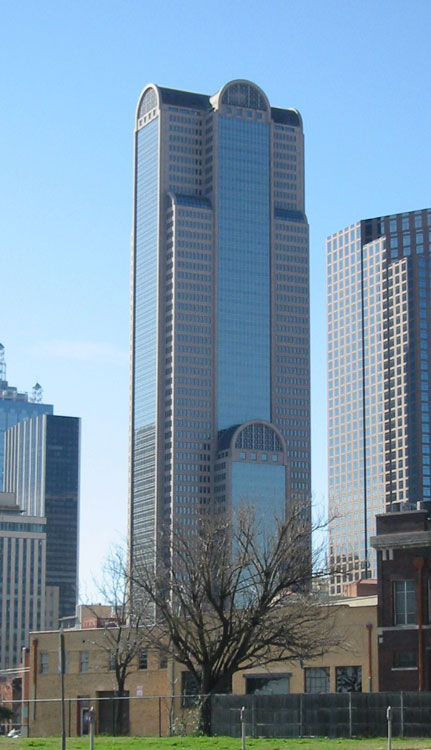
۶. برج کومریکا بانک
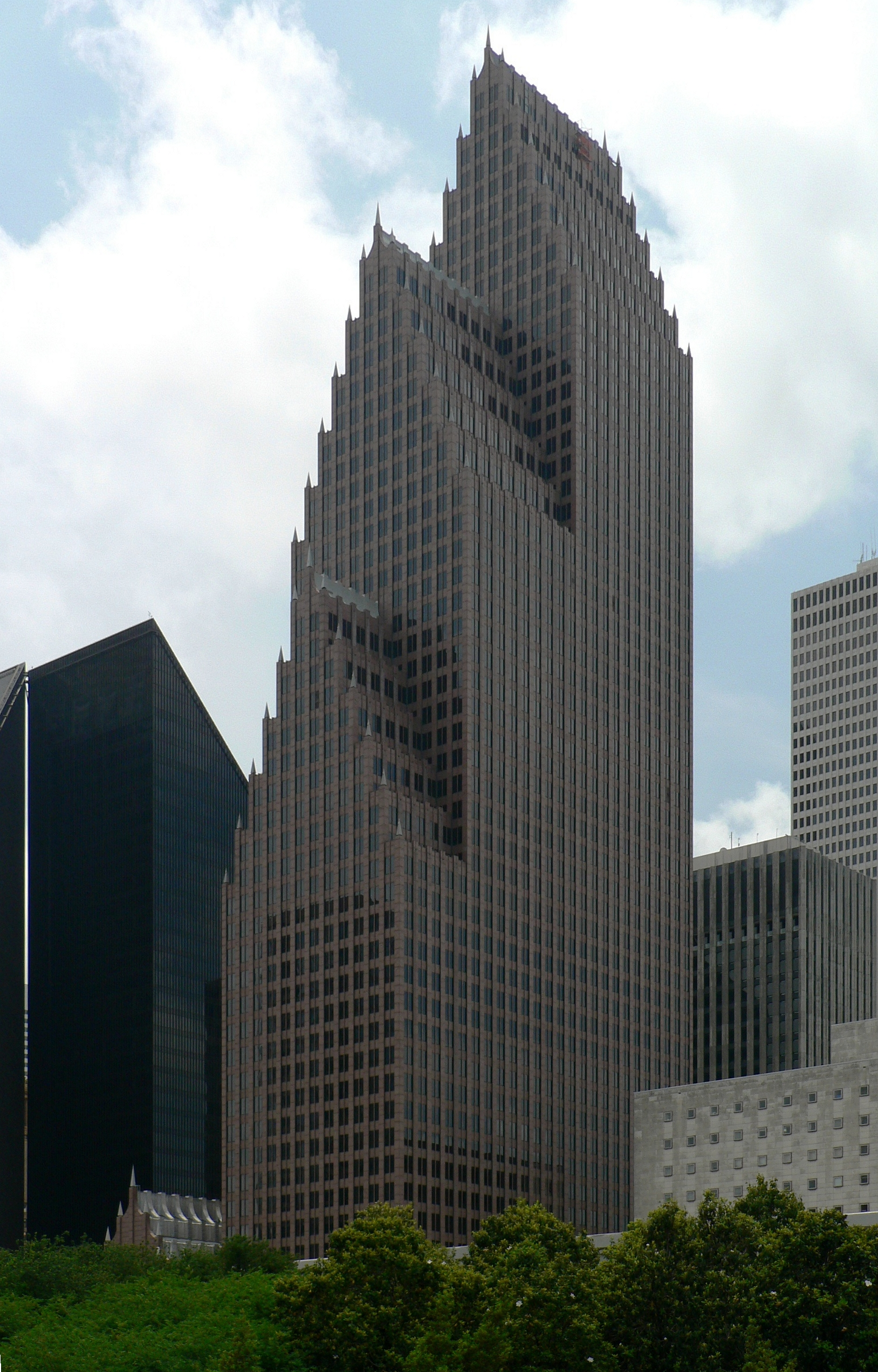
۷. بانک آو آمریکا سنتر
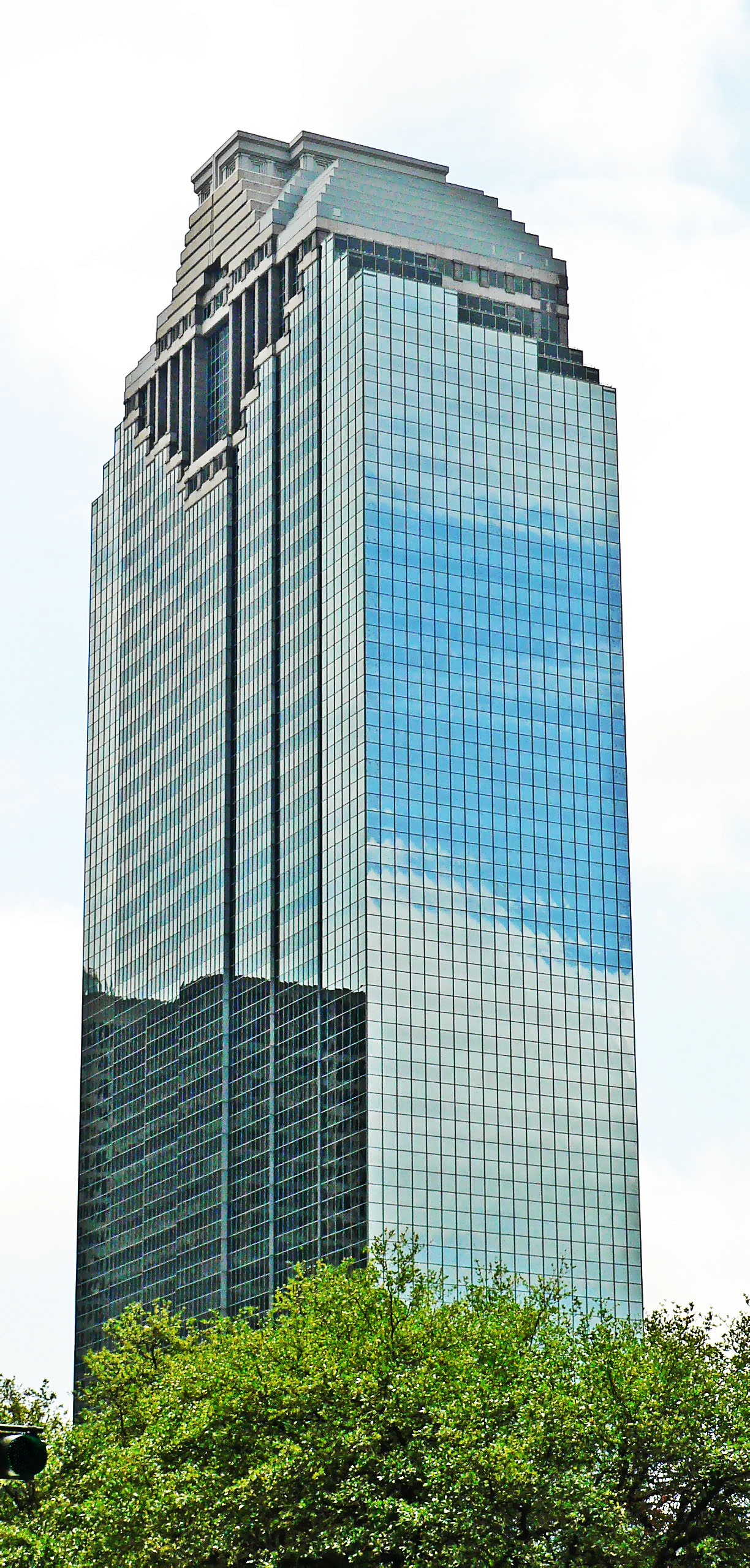
۸. هریتج پلازا